# فردریکسبرگ (کالیفرنیا)
فردریکسبرگ (به انگلیسی: Fredericksburg) یک منطقهٔ مسکونی در ایالات متحده آمریکا است که در شهرستان آلپاین، کالیفرنیا واقع شده‌است. فردریکسبرگ ۷۲ نفر جمعیت دارد و ۱٬۵۴۶ متر بالاتر از سطح دریا واقع شده‌است.